# مقر تلفزيون الصين المركزي
مقر تلفزيون الصين المركزي هو ناطحة سحاب من تصميم ريم كولهاس في وسط منطقة الأعمال المركزية في بكين. المبنى هو مقر تلفزيون الصين المركزي. بدأ الإنشاء في 22 سبتمبر 2004 وأنجز في كانون الأول / ديسمبر 2008.
تصميم المعاريين ريم كولهاس وأولي شيرين (Ole Scheeren) من مكتب و.م.ا (Office for Metropolitan Architecture (OMA))
- الارتفاع= 234 متراً (768 قدماً)، وفيه 51 طابقاً.

مكتب متروبوليتان للهندسة المعمارية فاز في المنافسة التي اعلنت من قبل شركة بكين الدولية للتعهدات (Beijing International Tendering Co) لبناء المقر الجديد لمحطة التلفزيون المركزية الصينية والتلفزيون والمركز الثقافي في كانون الأول / ديسمبر 2002.
المبنى الرئيسي ليس برج تقليدي، وإنما تشكل حلقة متواصلة من قبل ستة أقسام أفقية ورأسية، بقلب مفتوح.
الجزء العلوي هو على شكل 2 L كبيرتين ومقلوبتين موحدين لخلق زاوية قائمة بارزة بالنسبة للجزء الراسي،
السطح الخارجي مغطى بشبكة قطرية غير نظامية.
تشييد هذا البناء الهيكلي يعتبر تحديا، سواء بالنسبة للشكل الغير عادي، بل وأكثر، لأنه يقع في منطقة زلازل.
في البداية شُيد المقطعين الرأسيين منفصلين ومن تم دمج المقطع ألأفقي، لاستكمال المبنى، 26 ديسمبر 2007.
مقر تلفزيون الصين سيضيف المكاتب والأستوديوهات للتسجيل والإنتاج ومركز للإرسال.

## وصلات خارجية
- موقع الدائرة التلفزيونية CCTV